# SimCity: BuildIt
SimCity: BuildIt là một trò chơi di động mô phỏng xây dựng thành phố. Trò chơi ra mắt vào cuối năm 2014, được phát triển bởi TrackToven và được phát hành bởi Electronic Arts. Trò chơi này là một phần của dòng game SimCity.
SimCity: BuildIt là một trò chơi được phát triển cho thiết bị di động, có sẵn để tải xuống trên hệ điều hành iOS, Android và các cửa hàng ứng dụng Amazon. Đây là một trò chơi mô phỏng miễn phí trong Cửa hàng ứng dụng iOS và Google Play Store.
Trò chơi này cho phép người dùng giải quyết các tình huống thực tế như hỏa hoạn, thoát nước, ô nhiễm và giao thông và giúp xử lý các vấn đề mà ngoài đời phải đối mặt. Người chơi có thể kết nối và cạnh tranh với những người chơi khác trong trò chơi.

## Trò chơi
Gmae này là một game miễn phí (không bắt buộc phải nạp tiền với quảng cáo và các gói nạp).Trò chơi sử dụng âm nhạc và đồ họa tương tự như SimCity 2013, mặc dù đã được thu nhỏ lại một chút để phù hợp với khả năng đồ họa của thiết bị iOS và Android. Người chơi khi bắt đầu sẽ được cấp 25.000 simoleons và 50 SimCash. Không có tính năng phân vùng trong SimCity: BuildIt. Thay vào đó, các tòa nhà được di chuyển bằng tay. Các cửa hàng thương mại và nhà máy sẽ sản xuất các mặt hàng để nâng cấp nhà. Các nhà máy cũng có thể được nâng cấp.
Ngoài ra còn có các tòa nhà đặc biệt trong các mùa dựa trên các ngày lễ như Giáng sinh, Năm mới, Ngày Valentine, Phục sinh, Halloween và Lễ Tạ ơn. Mỗi mùa diễn ra khoảng ba tháng, đưa ra các loại loại công trình giới hạn mỗi mùa như phim trường, công viên giải trí, nhà viễn Tây, nhà đặc biệt,  đại học,  nhà diễu hành và nhà dựa trên các sự kiện quảng cáo trong thế giới thực như quảng bá chip khoai tây Lays Max. Khi người chơi đã sử dụng tất cả khoảng đất có sẵn trong thành phố, người chơi chỉ có thể lưu trữ hoặc thay thế các tòa nhà này. Trò chơi có năm vùng đất bổ sung mà người chơi có thể chuyển sang và xây dựng. Điều này đã giúp mở rộng lối chơi, bổ sung thêm nhiều vùng đất, tòa nhà và vật liệu mới khác nhau và cho phép người chơi cũng sử dụng các tòa nhà theo mùa.
Người chơi chỉ có thể xây dựng đường hai làn bằng build tool. Người chơi không thể tự xây dựng những con đường có quy mô lớn hơn; thay vào đó họ phải nâng cấp chúng. Ban đầu, chỉ có đường hai làn, bốn làn và sáu làn có sẵn khi trò chơi mới ra mắt và thêm ba loại đường (thông lộ, đại lộ và đại lộ kèm xe điện) đã được thêm vào trong bản cập nhật Disasters.
Bản cập nhật Disasters cho phép người chơi phóng các thảm họa (thiên thạch, động đất, v.v.) lên chính thành phố của họ. Mỗi thảm họa có ba cấp độ người chơi có thể mở khóa. Người chơi có thể mở khóa các cấp độ này bằng cách phóng các thảm họa và tích điểm. Người chơi có thể kiếm chìa khóa vàng bằng cách sửa những tòa nhà bị phá bởi các thảm họa.
Người chơi sẽ đóng vai trò là thị trưởng của thành phố của họ và đưa ra các lựa chọn để khiến cho người dân hạnh phúc. Khi người chơi làm điều này, người chơi có thể kiếm được tiền thuế từ Tòa thị chính. Khi người chơi có thành phố nhiều người hơn, người chơi sẽ kiếm được nhiều thuế hơn (Simoleons). Người chơi cũng có thể giao dịch, trò chuyện và tham gia các câu lạc bộ với những người chơi khác để kết nối trò chơi trực tuyến.
Các nhà máy sản xuất: Kim loại (1 phút), gỗ (3 phút), nhựa (9 phút), hạt giống (20 phút), khoáng sản (30 phút), hóa chất (2 tiếng), vải (3 tiếng), đường và gia vị (4 tiếng), thủy tinh (5 tiếng), thức ăn động vật (6 tiếng), linh kiện điện (7 tiếng).
Cửa hàng thương mại: Cửa hàng vật tư xây dựng sản xuất đinh, ván, gạch, xi măng, keo, và sơn. Cửa hàng sắt thép sản xuất búa, thước dây, xẻng, dụng cụ nấu ăn, thang và máy khoan. Chợ nông sản bán rau, túi bột, trái cây và quả mọng, kem, ngô, phô mai, và thịt bò. Cửa hàng nội thất sản xuất ghế, bàn, hàng dệt gia dụng, tủ và ghế dài. Đồ làm vườn sản xuất cỏ, cây non, đồ nội thất sân vườn, hố lửa, máy cắt cỏ và vườn cây. Cửa hàng Donut sản xuất bánh rán, sinh tố xanh, bánh mì cuộn, bánh pho mát anh đào, sữa chua đông lạnh, và cà phê. Cửa hàng thời trang sản xuất mũ, giày, đồng hồ, bộ đồ kinh doanh và ba lô. Nhà hàng thức ăn nhanh sản xuất bánh sandwich kem, pizza, bánh mì kẹp thịt, khoai tây chiên, chai nước chanh và bỏng ngô. Thiết bị gia dụng sản xuất bếp nướng bbq, tủ lạnh, hệ thống chiếu sáng, tivi và lò vi sóng.
Cuộc thi HQ mở khóa ở cấp 11 (trước đây là cấp 17). Club Wars mở khóa ở cấp 18.

## Tiếp nhận
Tính đến  năm 2017, ứng dụng đã có hơn 50 triệu lượt tải xuống trên Google Play Store và xếp hạng thứ tư của mọi thời đại về số lượt tải xuống trò chơi mô phỏng hoạt động trên Android.

Năm 2018, theo EA Mobile, SimCity: BuildIt đã được ghi nhận là trò chơi thuộc thương hiệu SimCity được chơi nhiều nhất từ trước đến nay khi nó nằm trong top 10 game mô phỏng và chiến lược của Mỹ trên nền tảng iOS, trong top 100 cho các game của Mỹ nói chung và trong top 150 toàn cầu.